# NFL Global Junior Championship 2007
L'NFL Global Junior Championship 2007 è stato l'11ª e ultima edizione dell'NFL Global Junior Championship e si è tenuto nel 2007 al Lockhart Stadium di Fort Lauderdale, Florida.

## Roster
| Roster del Messico all'NFL Global Junior Championship 2007 |
| --- |
| Quarterback - 2 Gabriel Meneses González Running Back - 7 Isaías Santiago Martínez - 10 Sebastián Solórzano Dueñas - 13 Jesús Adrián Juárez Álvarez TB - 22 Enrique Flores Cortes - 23 Alfonso Espinoza Garma - 32 Alexis Magallanes Alanis Wide Receiver - 4 Joseph Holguín Soto - 24 Enrique Alemán Novelo - 71 Armando Villarreal - 74 José Charles Canales - 84 Fabian González Rodríguez - 85 Oscar Ariosto Cruz Capos - 88 Héctor Manuel Garza Arias - 89 Héctor Ruiz Sierra Offensive Linemen - 40 Juan Carlos Hernández Blade - 56 Edgar Cavazos Avila - 57 Santiago Maltos Díaz C - 58 Rodrigo Ramos Cisneros - 60 Alejandro Rojas González - 72 Adolfo Guzmán Guevara - 75 Nefihazael Flores Aragón - 40 Edgar Enrique Rivero Hernández Defensive Linemen - 44 Daniel Canul Trejo - 73 Joab Daniel Blas Ochoa DT - 77 Gabriel Reyna López DE - 96 Romel Sánchez Vázquez DE - 98 Antonio Vargas Velarde DE Linebacker - 51 Christian Alejandro Llaguno Sánchez - 52 Rodrigo Orea Escobar Defensive Back - 3 Jesús Daid Rosales Robles CB - 5 David Hernández Alanis SS - 8 Luciano Valdez González FS - 12 Francisco Arturo Martínez Jaimes CB - 31 Juan Carlos Hernández González - 33 Abraham Jiménez Gallardo SS - 45 Raúl Artigas Espinoza de los Monteros SS Special Team - 1 Adrián Incapie Esqueda K - 79 Sergio Ferrer Ruiz KR Coaching staff - Rafael Duk Delgado HC - Cesar Martínez Sánchez DC - Rafael Suarez Olivares OC - Ernesto Alfaro del Villar OL - Yul Castillo Chavez OL - Alfredo Chirinos Mac Beath OL - Agustin Barba Rivera RB - Juan González Labastida WR - Edmundo Reyes Gutierrez WR - Humberto J. Sánchez Saldivar WR - Roberto Cervantes González LB |

## Risultati

### Primo turno

#### National Conference
| Fort Lauderdale 31 gennaio 2007, ore 12:00 Incontro 1 | Giappone   | 28 – 0                                                               | Francia | Lockhart Stadium |
| A. Adegbesan 2':10" Q1 ( TD ) 22yd pass from M. Ehrenfried J. Hilgenfeldt Q1 ( pat ) J. Hilgenfeldt 0':00" Q2 ( FG ) J. Brenner 0':52" Q2 ( TD ) 23yd pass from M. Ehrenfried J. Hilgenfeldt Q2 ( pat ) T. Rauch 9':56" Q2 ( TD ) 50yd punt return J. Hilgenfeldt Q2 ( pat ) D. Washington 4':01" Q3 ( TD ) 6yd run F. Gaertner 5':17" Q3 ( TD ) 24yd run J. Hilgenfeldt Q3 ( pat ) J. Hilgenfeldt 11':06" Q3 ( FG ) F. Gaertner 0':47" Q4 ( TD ) 11yd pass from M. Engelmann J. Hilgenfeldt Q4 ( pat ) Marcatori V Kurvinen 7':23" Q3 ( TD ) 64yd pass from M. Kadmiry A. Olin Q3 ( pat ) Brad Arbon Allenatori Rick Rhoades |            |                                                                      |         |                  |
| |            |                                                                      |         |                  |
| A. Adegbesan 2':10" Q1 (TD) 22yd pass from M. Ehrenfried J. Hilgenfeldt Q1 (pat) J. Hilgenfeldt 0':00" Q2 (FG) J. Brenner 0':52" Q2 (TD) 23yd pass from M. Ehrenfried J. Hilgenfeldt Q2 (pat) T. Rauch 9':56" Q2 (TD) 50yd punt return J. Hilgenfeldt Q2 (pat) D. Washington 4':01" Q3 (TD) 6yd run F. Gaertner 5':17" Q3 (TD) 24yd run J. Hilgenfeldt Q3 (pat) J. Hilgenfeldt 11':06" Q3 (FG) F. Gaertner 0':47" Q4 (TD) 11yd pass from M. Engelmann J. Hilgenfeldt Q4 (pat) | Marcatori  | V Kurvinen 7':23" Q3 (TD) 64yd pass from M. Kadmiry A. Olin Q3 (pat) |         |                  |
| Brad Arbon | Allenatori | Rick Rhoades                                                         |         |                  |

| Fort Lauderdale 31 gennaio 2007, ore 13:45 Incontro 2 | Francia    | 0 – 14                                                                                                 | Canada | Lockhart Stadium |
| A. Olin 5':33" Q1 ( FG ) 45yd A. Olin 9':41" Q1 ( FG ) 28yd A. Olin 2':22" Q3 ( FG ) 32yd V. Lehtonen 9':46" Q3 ( TD ) 15yd run A. Olin Q3 ( pat ) Marcatori F. Eklund 11':51" Q2 ( TD ) 30yd pass from P. Juhlin P. Juhlin 2':57" Q4 ( TD ) 6yd run O. Kimrin Q4 ( pat ) Rick Rhoades Allenatori Tuomas Heikkinen |            | |        |                  |
| |            | |        |                  |
| A. Olin 5':33" Q1 (FG) 45yd A. Olin 9':41" Q1 (FG) 28yd A. Olin 2':22" Q3 (FG) 32yd V. Lehtonen 9':46" Q3 (TD) 15yd run A. Olin Q3 (pat) | Marcatori  | F. Eklund 11':51" Q2 (TD) 30yd pass from P. Juhlin P. Juhlin 2':57" Q4 (TD) 6yd run O. Kimrin Q4 (pat) |        |                  |
| Rick Rhoades | Allenatori | Tuomas Heikkinen                                                                                       |        |                  |

| Fort Lauderdale 31 gennaio 2007, ore 15:30 Incontro 3 | Canada     | 7 – 0 | Giappone | Lockhart Stadium |
| M. Johnsson 0':00" Q2 ( TD ) 14yd pass from P. Juhlin J. Wikström 5':59" Q2 ( TD ) 18yd pass from P. Juhlin A. Jobe 1':13" Q3 ( TD ) 29yd pass from P. Juhlin M. Johnsson Q3 ( tpc ) pass from P. Juhlin J. Wikström 7':03" Q3 ( TD ) 15yd run F. Isaksson 2':40" Q4 ( TD ) 6yd pass from A. Hermodsson O. Kimrin Q4 ( pat ) S. Albinsson 9':47" Q4 ( TD ) 12yd pass from A. Hermodsson O. Kimrin Q4 ( pat ) Marcatori D. Washington 5':04" Q1 ( TD ) 39yd run J. Hilgenfeldt Q1 ( pat ) M. Ehrenfried 6':45" Q1 ( TD ) 1yd run J. Hilgenfeldt Q1 ( pat ) D. Washington 2':22" Q2 ( TD ) 55yd run J. Hilgenfeldt Q2 ( pat ) D. Washington 6':39" Q2 ( TD ) 1yd run J. Hilgenfeldt Q2 ( pat ) D. Washington 5':33" Q3 ( TD ) 1yd run J. Hilgenfeldt Q3 ( pat ) J. Hilgenfeldt 0':00" Q4 ( FG ) 34yd D. Washington 6':06" Q4 ( TD ) 76yd run J. Hilgenfeldt Q4 ( pat ) D. Washington 9':38" Q4 ( TD ) 32yd run J. Hilgenfeldt Q4 ( pat ) Tuomas Heikkinen Allenatori Brad Arbon |            | |          |                  |
| |            | |          |                  |
| M. Johnsson 0':00" Q2 (TD) 14yd pass from P. Juhlin J. Wikström 5':59" Q2 (TD) 18yd pass from P. Juhlin A. Jobe 1':13" Q3 (TD) 29yd pass from P. Juhlin M. Johnsson Q3 (tpc) pass from P. Juhlin J. Wikström 7':03" Q3 (TD) 15yd run F. Isaksson 2':40" Q4 (TD) 6yd pass from A. Hermodsson O. Kimrin Q4 (pat) S. Albinsson 9':47" Q4 (TD) 12yd pass from A. Hermodsson O. Kimrin Q4 (pat) | Marcatori  | D. Washington 5':04" Q1 (TD) 39yd run J. Hilgenfeldt Q1 (pat) M. Ehrenfried 6':45" Q1 (TD) 1yd run J. Hilgenfeldt Q1 (pat) D. Washington 2':22" Q2 (TD) 55yd run J. Hilgenfeldt Q2 (pat) D. Washington 6':39" Q2 (TD) 1yd run J. Hilgenfeldt Q2 (pat) D. Washington 5':33" Q3 (TD) 1yd run J. Hilgenfeldt Q3 (pat) J. Hilgenfeldt 0':00" Q4 (FG) 34yd D. Washington 6':06" Q4 (TD) 76yd run J. Hilgenfeldt Q4 (pat) D. Washington 9':38" Q4 (TD) 32yd run J. Hilgenfeldt Q4 (pat) |          |                  |
| Tuomas Heikkinen | Allenatori | Brad Arbon |          |                  |

| Squadra  | P.ti | %     | G | V | P | S | PF | PS | DP  |
| -------- | ---- | ----- | - | - | - | - | -- | -- | --- |
| Canada   | 6    | 1.000 | 2 | 2 | 0 | 0 | 21 | 0  | +21 |
| Giappone | 3    | 0.500 | 2 | 1 | 0 | 1 | 28 | 7  | +21 |
| Francia  | 0    | 0.000 | 2 | 0 | 0 | 2 | 0  | 42 | -42 |

#### American Conference
| Fort Lauderdale 31 gennaio 2007, ore 17:30 Incontro 4 | Messico    | 6 – 0                                                                | Panama | Lockhart Stadium |
| A. Adegbesan 2':10" Q1 ( TD ) 22yd pass from M. Ehrenfried J. Hilgenfeldt Q1 ( pat ) J. Hilgenfeldt 0':00" Q2 ( FG ) J. Brenner 0':52" Q2 ( TD ) 23yd pass from M. Ehrenfried J. Hilgenfeldt Q2 ( pat ) T. Rauch 9':56" Q2 ( TD ) 50yd punt return J. Hilgenfeldt Q2 ( pat ) D. Washington 4':01" Q3 ( TD ) 6yd run F. Gaertner 5':17" Q3 ( TD ) 24yd run J. Hilgenfeldt Q3 ( pat ) J. Hilgenfeldt 11':06" Q3 ( FG ) F. Gaertner 0':47" Q4 ( TD ) 11yd pass from M. Engelmann J. Hilgenfeldt Q4 ( pat ) Marcatori V Kurvinen 7':23" Q3 ( TD ) 64yd pass from M. Kadmiry A. Olin Q3 ( pat ) Brad Arbon Allenatori Rick Rhoades |            |                                                                      |        |                  |
| |            |                                                                      |        |                  |
| A. Adegbesan 2':10" Q1 (TD) 22yd pass from M. Ehrenfried J. Hilgenfeldt Q1 (pat) J. Hilgenfeldt 0':00" Q2 (FG) J. Brenner 0':52" Q2 (TD) 23yd pass from M. Ehrenfried J. Hilgenfeldt Q2 (pat) T. Rauch 9':56" Q2 (TD) 50yd punt return J. Hilgenfeldt Q2 (pat) D. Washington 4':01" Q3 (TD) 6yd run F. Gaertner 5':17" Q3 (TD) 24yd run J. Hilgenfeldt Q3 (pat) J. Hilgenfeldt 11':06" Q3 (FG) F. Gaertner 0':47" Q4 (TD) 11yd pass from M. Engelmann J. Hilgenfeldt Q4 (pat) | Marcatori  | V Kurvinen 7':23" Q3 (TD) 64yd pass from M. Kadmiry A. Olin Q3 (pat) |        |                  |
| Brad Arbon | Allenatori | Rick Rhoades                                                         |        |                  |

| Fort Lauderdale 31 gennaio 2007, ore 19:15 Incontro 5 | Panama     | 0 – 27                                                                                                 | Stati Uniti | Lockhart Stadium |
| A. Olin 5':33" Q1 ( FG ) 45yd A. Olin 9':41" Q1 ( FG ) 28yd A. Olin 2':22" Q3 ( FG ) 32yd V. Lehtonen 9':46" Q3 ( TD ) 15yd run A. Olin Q3 ( pat ) Marcatori F. Eklund 11':51" Q2 ( TD ) 30yd pass from P. Juhlin P. Juhlin 2':57" Q4 ( TD ) 6yd run O. Kimrin Q4 ( pat ) Rick Rhoades Allenatori Tuomas Heikkinen |            | |             |                  |
| |            | |             |                  |
| A. Olin 5':33" Q1 (FG) 45yd A. Olin 9':41" Q1 (FG) 28yd A. Olin 2':22" Q3 (FG) 32yd V. Lehtonen 9':46" Q3 (TD) 15yd run A. Olin Q3 (pat) | Marcatori  | F. Eklund 11':51" Q2 (TD) 30yd pass from P. Juhlin P. Juhlin 2':57" Q4 (TD) 6yd run O. Kimrin Q4 (pat) |             |                  |
| Rick Rhoades | Allenatori | Tuomas Heikkinen                                                                                       |             |                  |

| Fort Lauderdale 31 gennaio 2007, ore 21:00 Incontro 6 | Stati Uniti | 16 – 0 | Messico | Lockhart Stadium |
| M. Johnsson 0':00" Q2 ( TD ) 14yd pass from P. Juhlin J. Wikström 5':59" Q2 ( TD ) 18yd pass from P. Juhlin A. Jobe 1':13" Q3 ( TD ) 29yd pass from P. Juhlin M. Johnsson Q3 ( tpc ) pass from P. Juhlin J. Wikström 7':03" Q3 ( TD ) 15yd run F. Isaksson 2':40" Q4 ( TD ) 6yd pass from A. Hermodsson O. Kimrin Q4 ( pat ) S. Albinsson 9':47" Q4 ( TD ) 12yd pass from A. Hermodsson O. Kimrin Q4 ( pat ) Marcatori D. Washington 5':04" Q1 ( TD ) 39yd run J. Hilgenfeldt Q1 ( pat ) M. Ehrenfried 6':45" Q1 ( TD ) 1yd run J. Hilgenfeldt Q1 ( pat ) D. Washington 2':22" Q2 ( TD ) 55yd run J. Hilgenfeldt Q2 ( pat ) D. Washington 6':39" Q2 ( TD ) 1yd run J. Hilgenfeldt Q2 ( pat ) D. Washington 5':33" Q3 ( TD ) 1yd run J. Hilgenfeldt Q3 ( pat ) J. Hilgenfeldt 0':00" Q4 ( FG ) 34yd D. Washington 6':06" Q4 ( TD ) 76yd run J. Hilgenfeldt Q4 ( pat ) D. Washington 9':38" Q4 ( TD ) 32yd run J. Hilgenfeldt Q4 ( pat ) Tuomas Heikkinen Allenatori Brad Arbon |             | |         |                  |
| |             | |         |                  |
| M. Johnsson 0':00" Q2 (TD) 14yd pass from P. Juhlin J. Wikström 5':59" Q2 (TD) 18yd pass from P. Juhlin A. Jobe 1':13" Q3 (TD) 29yd pass from P. Juhlin M. Johnsson Q3 (tpc) pass from P. Juhlin J. Wikström 7':03" Q3 (TD) 15yd run F. Isaksson 2':40" Q4 (TD) 6yd pass from A. Hermodsson O. Kimrin Q4 (pat) S. Albinsson 9':47" Q4 (TD) 12yd pass from A. Hermodsson O. Kimrin Q4 (pat) | Marcatori   | D. Washington 5':04" Q1 (TD) 39yd run J. Hilgenfeldt Q1 (pat) M. Ehrenfried 6':45" Q1 (TD) 1yd run J. Hilgenfeldt Q1 (pat) D. Washington 2':22" Q2 (TD) 55yd run J. Hilgenfeldt Q2 (pat) D. Washington 6':39" Q2 (TD) 1yd run J. Hilgenfeldt Q2 (pat) D. Washington 5':33" Q3 (TD) 1yd run J. Hilgenfeldt Q3 (pat) J. Hilgenfeldt 0':00" Q4 (FG) 34yd D. Washington 6':06" Q4 (TD) 76yd run J. Hilgenfeldt Q4 (pat) D. Washington 9':38" Q4 (TD) 32yd run J. Hilgenfeldt Q4 (pat) |         |                  |
| Tuomas Heikkinen | Allenatori  | Brad Arbon |         |                  |

| Squadra     | P.ti | %     | G | V | P | S | PF | PS | DP  |
| ----------- | ---- | ----- | - | - | - | - | -- | -- | --- |
| Stati Uniti | 6    | 1.000 | 2 | 2 | 0 | 0 | 43 | 0  | +43 |
| Messico     | 3    | 0.500 | 2 | 1 | 0 | 1 | 6  | 16 | -10 |
| Panama      | 0    | 0.000 | 2 | 0 | 0 | 2 | 0  | 33 | -33 |

### Finali

#### Finale per il 5º posto
| Fort Lauderdale 3 febbraio 2007, ore 8:30 Incontro 7 | Panama | 14 – 6 | Francia | Lockhart Stadium |

#### Finale per il 3º posto
| Fort Lauderdale 3 febbraio 2007, ore 11:30 Incontro 8 | Giappone   | 17 – 25         | Messico | Lockhart Stadium |
| K. Geier 3':18" Q2 ( TD ) 50yd pass from C. Gross P. Kramberger Q2 ( pat ) J. Dieplinger 9':53" Q2 ( TD ) 52yd pass from C. Gross P. Kramberger Q2 ( pat ) A. Proeller 9':46" Q2 ( TD ) 31yd pass from C. Gross P. Kramberger Q2 ( pat ) J. Dieplinger 14':16" Q2 ( TD ) 5yd pass from C. Gross P. Kramberger 7':52" Q4 ( FG ) 39yd Marcatori Nick Rhoades Allenatori Janne Björklund |            |                 |         |                  |
| |            |                 |         |                  |
| K. Geier 3':18" Q2 (TD) 50yd pass from C. Gross P. Kramberger Q2 (pat) J. Dieplinger 9':53" Q2 (TD) 52yd pass from C. Gross P. Kramberger Q2 (pat) A. Proeller 9':46" Q2 (TD) 31yd pass from C. Gross P. Kramberger Q2 (pat) J. Dieplinger 14':16" Q2 (TD) 5yd pass from C. Gross P. Kramberger 7':52" Q4 (FG) 39yd                                                                   | Marcatori  |                 |         |                  |
| Nick Rhoades | Allenatori | Janne Björklund |         |                  |

#### Finale
| Fort Lauderdale 3 febbraio 2007, ore 15:00 Incontro 9 | Stati Uniti | 13 – 23 | Canada | Lockhart Stadium |

## Campione
| Campione dell'NFL Global Junior Championship 2007 Canada (4º titolo) |